# Hs 129攻擊機
亨舍爾 Hs 129是第二次世界大戰中的一款對地攻擊機服役於納粹德國空軍，被暱稱為坦克殺手(戰車開罐器)，在戰場上Hs 129卻缺乏的證明自己的機會；由於德軍戰機部隊已經無法完全握有制空權，故Hs 129佈署於戰場上的數量並無太多。

## 設計與發展
20世纪30年代中期，人们普遍认为用航空器进攻地面敌人，并不比从地面上直接进攻划算，而且第一次世界大战中的事实也证明，从空中向地面进攻要比从地面进攻危险得多，尤其是当地面部队装备更新式的防空兵器或武器，这个问题就更明显了。在20世纪20年代到30年代的大部分时间里，航空器只是用于战略轰炸和扮演其他一些角色，它们的目标一般没有反击的能力。当需要解决具有高价值的点目标时，俯冲式轰炸机通常是首选。
德国秃鹰军团在西班牙内战中的经历，把这个想法推向前面。尽管装备看起来不般配，比如亨舍尔Hs123和加农炮-亨舍尔He112的武装版，但是驾驶员和装备都可以证明飞机即使不用炸弹，也是一件高效率的兵器。这些促使纳粹德国空军同意研发扮演进攻角色的航空器，并最终签署了研发一种新式“攻击航空器”的合同。可是納粹德國陸軍在入侵法國時遇上英法聯軍的S-35戰車和瑪蒂達步兵戰車，最後陸軍使用88公釐高射砲和LeFH 18榴彈炮來反擊擊退英法聯軍，而巴巴羅薩行動遇上從未見過蘇聯的T-34巡弋主力戰車和KV-1重戰車密集車海戰術聯隊式反擊，導致整個戰役中面臨失敗，因此空軍與陸軍軍官認為必要研製一架專門對付戰車和支援陸軍步兵的附有重防禦和重武裝對地攻擊機。
因为在战场上飞机受到来自地面的伤害主要是步枪和机枪的射击，因此需要在驾驶舱和发动机周围加厚装甲，挡风玻璃也采用75毫米厚的防弹玻璃，因为这里也需要类似的防护措施。工程师们设想这种军用飞机可以低空飞行，用机枪和机炮直接扫射地面目标，同時掃射戰車頂部裝甲和發動機蓋，因此驾驶舱要尽可能靠近机头，以使驾驶员可以看见地面。最后一个要求，也是非技术性要求，却决定着设计方案的成败：帝国航空部（RLM）要求这种飞机只能装备其他设计方案中不太使用的“不重要”的低功率发动机，以便这种飞机不会对列為生產主力的戰鬥機與轟炸機產生排擠作用。
最后四家開發商提出了三項方案，其中兩項被认为有研發潛力故被入選，分别是：福克-沃尔夫公司的Fw 189地面攻擊機版本與亨舍尔公司的Hs 129.

## 其他生產及計劃改良型
Hs 129A
試驗機，動力為Argus As 410發動機(475匹馬力)，武裝為2挺7.92mmMG 17機槍、兩門20mmMG FF機炮。
Hs 129B
正式生產型，動力為Gnome-Rhône 14M發動機(700匹馬力)，武裝為2挺7.92mmMG 17機槍、兩門20mmMG 151機炮和單門30mmMK 101機炮。
B-2型武裝為2挺13.2mmMG 131重機槍、兩門20mmMG 151機炮和單門30mmMK 101機炮或MK 103機炮。
Hs 129C
下一個生產型，提升飛行性能，動力為Isotta Fraschini Delta發動機(875匹馬力)，準備生產時，該發動機廠房受到空襲，後被中止。
Hs 129D
下一個計劃生產型，提升飛行性能，動力為Jumo 211發動機(1,100匹馬力)或BMW 801發動機(1,550匹馬力)，最後沒有製造一架試驗機。

## 使用者
德国
- 納粹德國空軍

 匈牙利
- 匈牙利空軍

 羅馬尼亞
- 羅馬尼亞空軍

## 参数 (Hs 129 B-1)

Hs 129B

参考资料：
基本信息
- 机组：1人

性能

## 参数(Hs 129 B-2)
参考资料：Henschel Hs 129...der geflügelte Büchsenöffner
基本信息
- 机组：1人

性能
武器

- 2 x 7.92 mm (0.31 in) MG 17机枪, 在1943到1944生产的后期型号将MG 17换为了13mm的MG 131机枪
- 2 x 20 mm MG 151/20 机炮
  - 4 x 50 kg (110 lb)破片炸弹， 安置在机腹挂架或 一门 30 mm (1.2 in) MK 101 机炮，安置在保形吊舱中。后期型号也可挂载一门30mmMK 103機炮, 或者一门37mmBK 37 机炮.
  - 2 x 50 kg 炸弹， 安置在翼下挂架

## 参数(Hs 129 B-3)
基本信息
- 机组：1人

性能
武器

- 2 x 7.92 mm (0.31 in) MG 17机枪, 在1943到1944生产的后期型号将MG 17换为了13mm的MG 131机枪
- 1 x 75 mm BK 7.5j机炮

## 外部連結
German WW II manual for Hs 129B-3's Bordkanone BK 7,5 cannon installation（页面存档备份，存于）